# NGC 2060
NGC 2060 is een supernovarest in het sterrenbeeld Goudvis. Het hemelobject ligt 173.000 lichtjaar van de Aarde verwijderd en werd in 1836 ontdekt door de Britse astronoom John Herschel. De emissienevel is vergelijkbaar met de Krabnevel en maakt deel uit van de grote Tarantulanevel in de Grote Magelhaense Wolk .

## Synoniemen
- ESO 57-EN1
- 30 Doradus B
- N157B